# 阮福洪蔎
阮福洪蔎（越南语：／；1850年1月7日—1937年5月2日），字陸卿（越南语：／），號連業軒（越南语：／），法名青善（越南语：／），綏理王阮福綿寊第18子，生母是府妾氏辰。越南阮朝宗室、诗人、文學家、歷史學家和地理學家。

## 生平
嗣德二年十一月二十五日（1850年1月7日），阮福洪蔎在顺化葦野社綏國公阮福綿寊府邸出生。同慶年間，任翰林院檢討，協助黃有秤整理《大南國疆界彙編》。成泰年間，任國史館編修，佐理刑部，陞廣南按察使，後改平順布政使。
維新元年（1907年），維新帝新立，授工部侍郎，陞協佐大學士，特進榮祿大夫，賞尚書銜。維新四年（1911年），因為阮福洪蔎秘密起草減稅計劃，引起法國殖民政府不滿，後強迫他退休在家。於是阮福洪蔎保留工部侍郎官職，以禮部參知銜回到葦野社家中賦閑。保大十二年三月二十四日（1937年5月2日），阮福洪蔎去世，葬於香水縣楊春下社。墓前立有他在啟定十年（1925年）為自己撰寫的墓碑。
阮福洪蔎在成泰二年（1890年）繪製了《大南國全圖》，成為今天越南主張領海的資料之一。

## 著作
阮福洪蔎著有《連業軒集》、《五洲列國》、《倫理圖說》，以及和其兄綏理郡公阮福洪茸合著的《越史演義四字歌》。

## 家庭

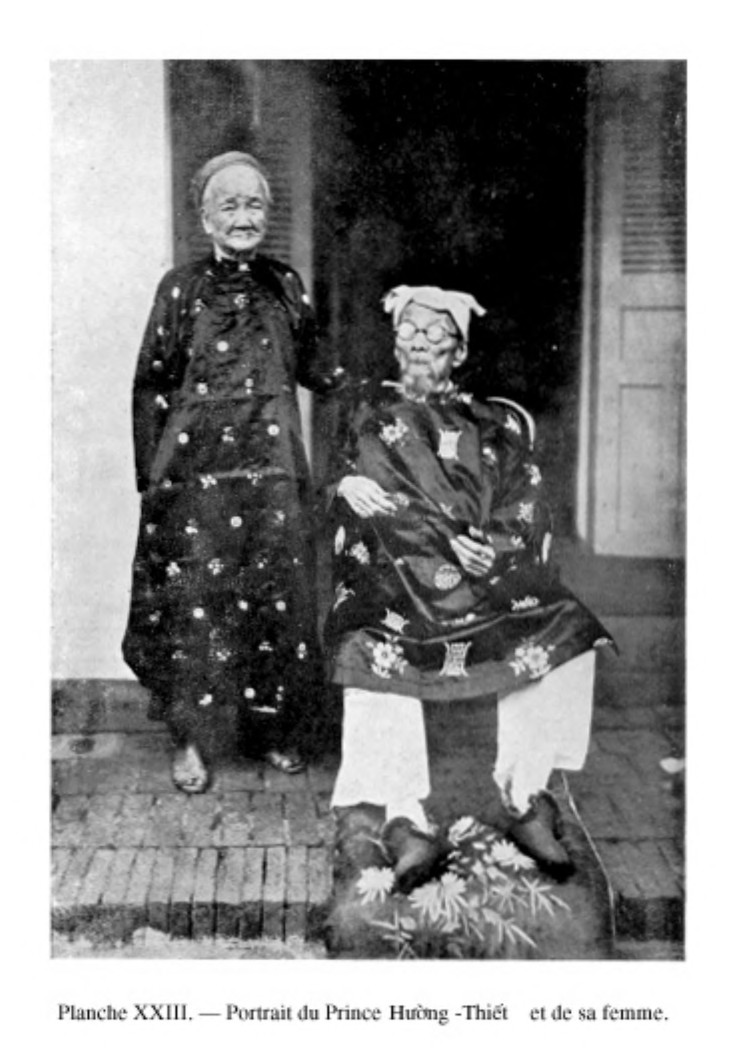
阮福洪蔎與妻子

### 妻妾
- 正室吳氏堇，保大十三年八月十七日（1938年10月10日）去世[2]
- 妾阮氏㛪，生2女，后改适他人

### 子女
阮福洪蔎共有16子16女。
- 子
  - 阮福膺莆
  - 阮福膺苹，越南著名詩人
  - 阮福膺蓀，號叔荃氏
    - 孫阮福寶蔍，曾任越南國首相

  - 阮福膺蕳
  - 阮福膺蘱
  - 阮福膺蕷
  - 阮福膺莅
  - 阮福膺茴
  - 阮福膺荷
  - 阮福膺萐
  - 阮福膺薦，1945年八月革命爆發時擔任順化人民委員會主席
  - 阮福膺荌
  - 阮福膺萂
  - 阮福膺䕒
  - 阮福膺𦬕
  - 阮福膺𦳙
- 女
  - 阮氏衣禓
  - 阮氏久竹
  - 阮氏索陶
  - 阮氏正始
  - 阮氏綠覺
  - 阮氏敬信
  - 阮氏知
  - 阮氏淑問
  - 阮氏厚賜，母阮氏㛪，嫁富安巡撫阮叔巆
  - 阮氏肯堂
  - 阮氏靜好，母阮氏㛪
  - 阮氏妙品
  - 阮氏逢春
  - 阮氏達品
  - 阮氏洽聞
  - 阮氏稀上